# Jorge Herrera (músico)
Jorge Herrera es un cantante ecuatoriano. Fue vocalista de la banda de street punk estadounidense The Casualties entre 1990 y 2017. 
Nació en Ecuador, y creció como un niño problemático. Su familia era pobre así que en su juventud él emigró a Estados Unidos azotado por la crisis política y económica que en esas épocas hundió al Ecuador. En Nueva York culminó sus estudios y conoció a Rick, Jake y Meggers, con los cuales formaría la banda The Casualties.
Jorge siempre se ha reconocido por su voz ronca y agresiva, así como por sus letras políticas, aunque como temática incluso ha topado el fútbol, deporte que le apasiona (de hecho es un declarado fanático del Barcelona Sporting Club de Ecuador). Las letras de sus canciones están en inglés y algunas en español, debido a su origen ecuatoriano. 
Debido a su condición económica se dio cuenta de muchas injusticias por parte del gobierno y el ejército. Sus influencias musicales van desde bandas hispanas como Espécimen, Eskorbuto y La Polla Records; hasta bandas punk mundialmente conocidas como Ramones, The Exploited, The Clash, Sex Pistols, Dead Kennedys, Crass, Bad Brains y Black Flag.
- Datos: Q5935263
- Multimedia: The Casualties / Q5935263